# Villaputzu
Villaputzu é uma comuna italiana da região da Sardenha, na província da Sardenha do Sul, com  cerca de 4.733 habitantes. Estende-se por uma área de 181 km², tendo uma densidade populacional de 26 hab/km². Faz fronteira com Armungia, Arzana (NU), Ballao, Escalaplano (NU), Jerzu (NU), Muravera, Perdasdefogu (NU), San Vito, Ulassai (NU), Villasalto.

## Demografia
| Variação demográfica do município entre 1861 e 2011                               |
|                                                                                   |
| Fonte: Istituto Nazionale di Statistica (ISTAT) - Elaboração gráfica da Wikipedia |